# Mimoclystia pudicata
Mimoclystia pudicata, conocida (en inglés) como diurnal carpet o "alfombra diurna", es una especie de polilla de la familia Geometridae. La especie fue descrita por primera vez por Francis Walker en 1862, con distribución en África.

## Descripción
Es una polilla pequeña con una envergadura de 23 a 27 milímetros (0,9 a 1,1 plg). M. pudicata es variable, pero siempre inconfundible por el ala posterior de color amarillo brillante a naranja, tanto por encima como por debajo. Las antenas son bipectinadas y setáceas, de color marrón grisáceo. El cuerpo y sus patas son amarillas, con manchas negras. Tiene el ala anterior fuertemente teñida de marrón vináceo y cuentan con tres bandas anteriores oscuras, rodeando una mancha discal central. Algunos individuos en poblaciones del Cabo presentan un amplio sombreado rosado en las alas anteriores. Las numerosas líneas casi rectas del ala anterior también son características de la mayoría de las formas de esta especie.

### Oruga
La oruga es una geométrida delgada, pálida por debajo y de color marrón pálido a rojo brillante por encima. Se alimenta de Kohautia amatymbica. Es la única Larentiinae de la región donde los adultos son diurnos, pero también se sienten atraídos por la luz. Es una especie bivoltina. Los adultos vuelan durante todo el año, alcanzando su máximo vuelo en los meses de verano. La especie prefiere una variedad de hábitats relativamente húmedos.

## Distribución
La especie ha sido confirmada en Angola, Botsuana, República Democrática del Congo, Etiopía, Kenia, Lesoto, Sudáfrica, Tanzania y Zimbabue.